# Shuvosaurus
Shuvosaurus foi um réptil pré-histórico que viveu durante o final do período triássico da era mesozóica. Seus fósseis foram encontrados no Texas.
Tratava-se não de um dinossauro, como inicialmente se pensou, mas de um membro da ordem rauisuchia, parente distante dos crocodilos. Sua semelhança com os dinossauros ornitomimos no entanto é notável, pois ao contrário da maioria dos crocodilianos, o shuvossauro apresentava postura bípede e um bico. Trata-se de um dos casos mais extremos de evolução convergente ou evolução paralela já encontrados.